# 2830 Greenwich
Greenwich (asteroide 2830) é um asteroide da cintura principal, a 1,8871338 UA. Possui uma excentricidade de 0,2064344 e um período orbital de 1 339,42 dias (3,67 anos).
Greenwich tem uma velocidade orbital média de 19,31447092 km/s e uma inclinação de 25,32361º.
Este asteroide foi descoberto em 14 de abril de 1980 por Edward Bowell.